# O hur mången i världen förglömmer
O hur mången i världen förglömmer är en psalm som skrevs av baptistpredikanten Anders Ålander (1843-1878). Den trycktes ursprungligen i Eskilstuna 1872 i ett fyrasidigt häfte med melodin i sifferskrift. 1889 publicerades den i andra upplagan av Sabbatstoner och 1896 i sångboken Det Glada Budskapet.